# Sylvia Wanke
Sylvia Wanke (geb. am 10. September 1952 in Bad Mergentheim) ist eine deutsche Bildhauerin, Szenografin und Dozentin am Studiengang Figurentheater der Hochschule für Musik und Darstellende Kunst in Stuttgart. Sie ist vor allem durch Ausstellungen ihrer Skulpturen und Kleinplastiken („KunstSpielZeug“) sowie durch Szenografien für Theater-, Tanztheater-, Figurentheater-, Musical- und Opernaufführungen bekannt.

## Leben und Werk
Sylvia Wanke studierte Bildhauerei, Figurengestaltung und Kunsterziehung an der Staatlichen Akademie der Bildenden Künste Stuttgart bei Daudert, Schellenberger und Hrdlicka und Germanistik an der Universität Stuttgart. Sie hat das erste und zweite Staatsexamen für das Lehramt an Gymnasien gemacht und bis 1982 Kunsterziehung und Deutsch unterrichtet. Mit einem Jahresstipendium des DAAD lernte sie an der Akademie der Musischen Künste Prag das im Westen damals noch unbekannte Studium der Szenografie des Figurentheaters kennen.
Seitdem zeigte sie in zahlreichen Ausstellungen in öffentlichen und privaten Museen und Galerien ihr umfangreiches Werk von beweglichen Objekten, Figurinen und figürlichen Kleinplastiken und fasste diese Aspekte ihrer Arbeit unter dem neuen Begriff KunstSpielZeug zusammen.
Sylvia Wanke ist Dozentin an der HMDK im Studiengang Figurentheater für das Fach „Bildnerisches Gestalten“. Zunächst bei Inszenierungen der Hochschule wandte sich die Künstlerin zunehmend der Konzeption und Realisierung von Szenografien für die Theaterbühne zu. Ihre Zielsetzung blieb dabei immer, dem Bildnerischen auf der Bühne – sei es Oper, Tanztheater, Schauspiel, Musical oder Figurentheater – eine der Regie und Musik gleichwertige Bedeutung zu geben; darin folgte sie z. B. der Tradition Oskar Schlemmers, dessen Zielsetzung dies in der Theaterarbeit in den ersten Jahrzehnten des 20. Jahrhunderts war. Darüber hinaus bespielte sie öffentliche Räume mit Straßentheater, Figurenparaden, Stadtszenarien und Installationen.
Mit dem wanke.ensemble brachte sie durch ihr Bildertheater geprägte eigene Produktionen heraus und konzipierte und inszenierte von einem eigenen ästhetischen Stil geprägte Stücke, die sie zunehmend auch mit den Ensembles fester Häuser realisierte.
Die Jahre 2016 bis 2019 waren geprägt durch Ausstellungen zu den Themen „Kunst macht Theater“,Entwicklungen zu Objekten im Zwischenbereich von theatraler und freier dreidimensionaler Kunst.
Im Theaterbereich setzt sie zunehmend einen Schwerpunkt auf Szenografie literarisch geprägter Inszenierungen, zuletzt auch durch die Verwendung analog oder digital hergestellter Videos mit eigener künstlerischer Handschrift. 

## Werkverzeichnis
Bewegliche Objekte, Figurinen, figürliche Kleinplastiken, Ausstellungen
1998 Buchveröffentlichung KunstSpielZeug. Das Werk von Sylvia Wanke.
Seit 1998 Szenografien und bildnerische Konzeptionen für Theaterproduktionen, die einen Schwerpunkt auf optische Gestaltung setzen: Bildertheater; Szenografien für Straßenspektakel, Figurentheater im weitesten Sinn.
Masken, Figuren, plastische Kostüme, Groß- und Stelzenfiguren, Luftobjekte
Fahnen, Wegzeichen, Platzobjekte, Bühnenbilder, Kostüme und Objekte für Sprech-, Musik- und Tanztheater (Auswahl)
- 2005 Gastlehrauftrag Kunsthochschule Burg Giebichenstein, Halle
- Seit 2005 Interdisziplinäre und intermediale Projekte
- 2007 Gründung wanke.ensemble. Freie Produktionen, eigene Inszenierungen
- „romanzero.disparates“ Figurentheaterzentrum (FITZ) Stuttgart
- 2008 „Carambolage. Ein Oskar für Schlemmer!“ FITZ Stuttgart
- 2012 „Ein Sommernachtstraum“. Marientor Naumburg.
- 2013 Figuren/Szenografie für das thüringische Staatsballett Gera: „Joker“
- 2014 Szenografie/Figuren/Bühne für „Kleists Kohlhaas“ Puppentheater Gera
- 2016 Figuren/Kostüme/Video für "Seide" Puppentheater Gera
- 2016 Figuren/Kostüme für "An der Arche um acht" Puppentheater Gera
- 2020 Kostüme/Figuren/Masken/Video „Tyll“, Ernst-Deutsch-Theater Hamburg

Regiearbeiten für Theaterstücke, Figurenparaden, Preise und Ankäufe (Auswahl)
- 1996 Max Oscar Arnold Kunstpreis für das Gesamtwerk, Neustadt/Coburg
- 2002/03 Ankäufe Württembergisches Landesmuseum und Nationalmuseum Tokio
- 2006 Ankauf Städtisches Museum PUK Bad Kreuznach
- 2008 Publikumspreis/Theaterpreis BW (Bereich Tanztheater) für „Carambolage“
- 2011 „Nosferatu. Ein Nachtstück.“ Theater Naumburg
- „Die Zauberflöte oder die Jagd nach dem hohen C.“ Theater Naumburg
- Der Josa mit der Zauberfiedel nach Janosch, Waidspeicher Erfurt.
- 2012 Theaterfiguren in: Mitteldeutsche Figurenspielsammlung Magdeburg
- 2014 Figurenparade zu 20-jährigen Jubiläum Kunstforum Weil der Stadt
- 2017 Max Oscar Arnold Kunstpreis „Experimentelle Puppenkunst“, Neustadt/Cb.
- 2018 Ankauf Museum der Deutschen Spielzeugindustrie, Neustadt/Coburg
- 2019 Figurenparade zum 90-jährigen Jubiläum, Puppentheater Gera